# Verdicchio dei Castelli di Jesi

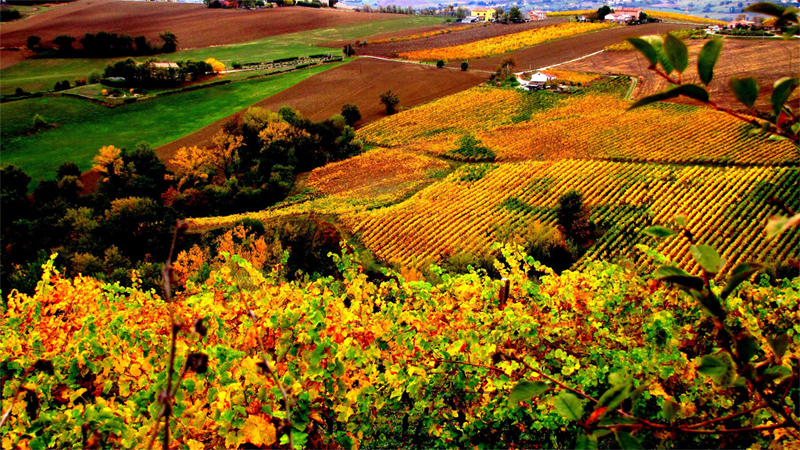
La zone de production près de Montecarotto

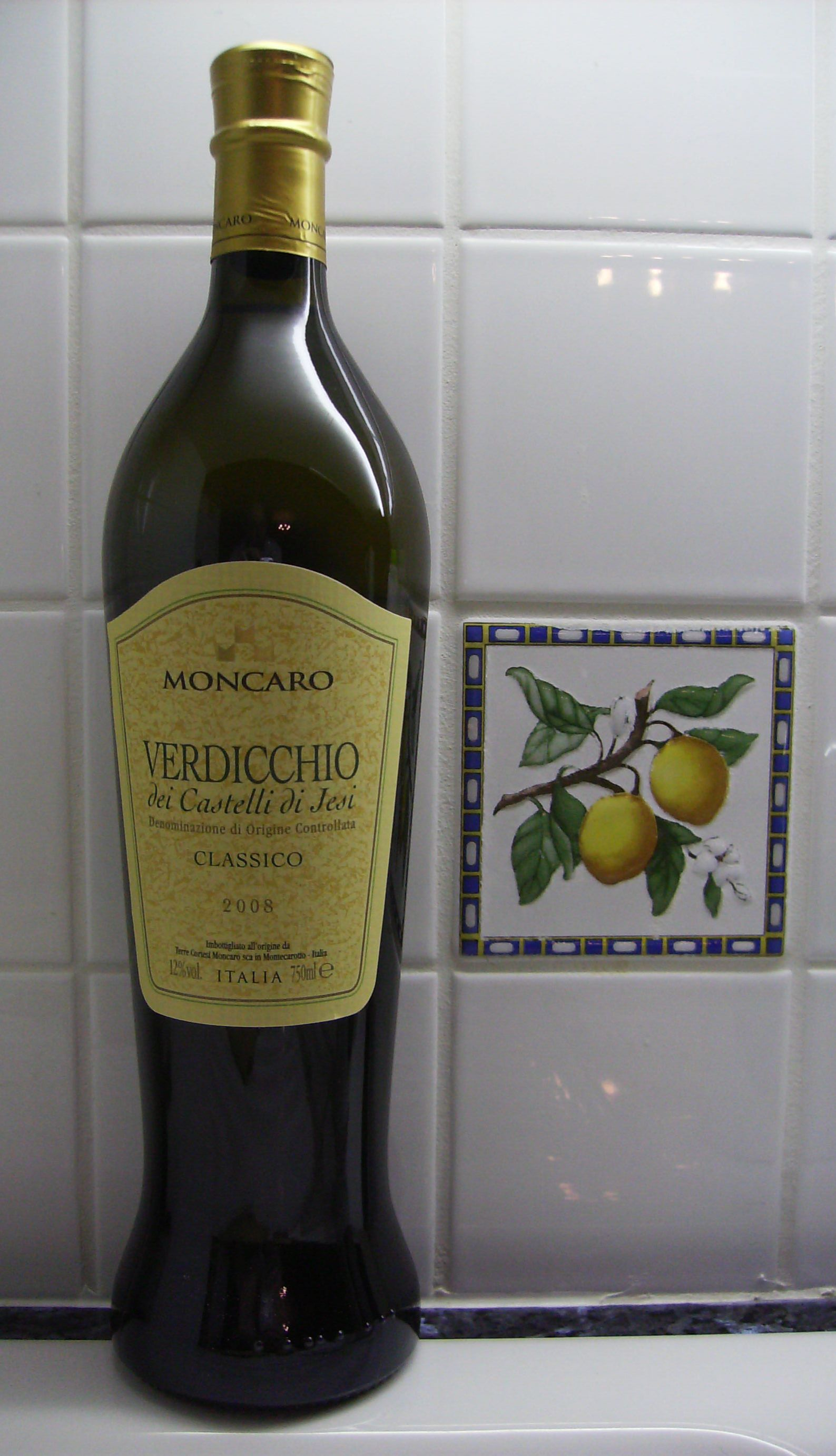
Verdicchio dei castelli di Jesi

Le Verdicchio dei Castelli di Jesi est un vin blanc italien de la région Marches doté d'une appellation DOC depuis le 11 août 1968. Seuls ont droit à la DOC les vins blancs récoltés à l'intérieur de l'aire de production définie par le décret.
L’appellation se situe au sud du vignoble Lacrima di Morro d'Alba (it).
Voir aussi les articles Verdicchio dei Castelli di Jesi classico, Verdicchio dei Castelli di Jesi classico riserva, Verdicchio dei Castelli di Jesi classico superiore, Verdicchio dei Castelli di Jesi passito, Verdicchio dei Castelli di Jesi riserva et Verdicchio dei Castelli di Jesi spumante. 

## Aire de production
Les vignobles autorisés se situent dans les provinces   d’Ancône et de Macerata dans les communes de  Apiro, Belvedere Ostrense, Castelbellino, Castelplanio, Cupramontana, Maiolati Spontini, Mergo, Montecarotto, Monte Roberto, Morro d'Alba, Poggio San Marcello, Rosora, San Marcello, San Paolo di Jesi, Serra de' Conti, Staffolo ainsi qu'en partie dans les communes de Arcevia et Serra San Quirico. 
Cette zone appelée « classico » se trouve près de la rivière Esino. Sans disposer du label « classico », les vignobles des communes Barbara, Castel Colonna, Castelleone di Suasa, Corinaldo, Monterado, Ostra, Ostra Vetere et Ripe sont également autorisés.

## Caractéristiques organoleptiques
- couleur : jaune paille
- odeur : caractéristique, délicat, frais
- saveur : sec, frais, légèrement amer (amarognolo)

Le Verdicchio dei Castelli di Jesi se déguste à une température comprise entre 10 et 12 °C.  Il se gardera 2 - 4  ans.

## Association de plats conseillée
Fruits de mer, fromages et plats exotiques.

## Production
Province, saison, volume en hectolitres :
- Ancône  (1990/91)  19462,0
- Ancône  (1991/92)  22411,0
- Ancône  (1992/93)  22229,0
- Ancône  (1993/94)  20751,0
- Ancône  (1994/95)  18594,0
- Ancône  (1995/96)  20921,1
- Ancône  (1996/97)  21897,04
- Macerata  (1993/94)  8502,55